# Verein der Bayern in Berlin
Der Verein der Bayern in Berlin  e.V. ist ein Verein zur Förderung der Heimatpflege mit Sitz in Berlin. Er ist als gemeinnütziger Heimatverein kein reiner Trachtenverein, sondern wurde gegründet, so die Satzung des Vereins, um die in Berlin lebenden Landsleute zu vereinen und ihnen einen authentischen Ort zu bieten, an dem sie sich zuhause fühlen können.
Der Verein ist Mitglied im Mitteldeutschen Heimat- und Trachtenverband e.V. (MHTV),  welcher Mitglied im Dachverband Deutscher Trachtenverband ist. 1876 gegründet, ist der Verein der Bayern in Berlin e. V. der älteste aktive Trachtenverein im Deutschen Trachtenverband.

## Aufgaben
Zur Brauchtums- und Heimatpflege des Vereins gehören Bräuche, Sprachpflege und Mundart, Volksschauspiel, Trachten, Geschichtsforschung, Volksmusik und Volkstanz, u. a. das Schuhplatteln.
Der Verein dient außerdem dem Zweck alle anderen Formen von heimischen Traditionen, Sitten und Gebräuchen zu pflegen – wie z. B. bayrische Feste in heimatkundlicher und kultureller Hinsicht. Dazu gehören z. B. auch Vorträge in Wort und Bild.
Der Verein verfügt über eine, 1879 durch Stiftungen geschaffene, ca. 800 Bände umfassende Vereinsbibliothek, veranstaltet Kulturfahrten und Feste und gibt immer wieder eigene Schriften heraus. Als Mittel zur Verbindung unter den Mitgliedern diente die, im eigenen Verlag erschienene Bayernzeitung, die unter verschiedenen Namen erschien: Raupe, Hüttennachrichten, Der Bayer, Mitteilungsblatt des Bayernvereins und neben Vereinsnachrichten, Personalien, Jahresberichten, Mitgliederverzeichnissen auch mundartliche Novellen und Erzählungen enthielt. Seit 2024 gibt es im Verein auch eine Boarisch Gruppn, die sich aktiv mit dem Erhalt und der Pflege der Bairischen Sprache und Mundart befasst.

## Organisation
Der Verein besteht derzeit aus circa 94 Mitgliedern, wobei inzwischen (Stand Vereinsversammlung März 2024) über 80 Mitglieder keine Bayern sind. Er wird von einem vierköpfigen Vorstand geleitet. Vereinsvorsitzender ist aktuell Helmut Amberger. Er kommt gebürtig aus der Oberpfalz und ist der einzige gebürtige Bayer im Vorstand.

## Geschichte
Gründung und Anfangsjahre (1876–1914)
Der Verein der Bayern in Berlin wurde am 2. Januar 1876 von 27 bayerischen Landsleuten in Berlin gegründet. Der Vereinsgründer, Dr. Franz Xaver Weithmann, war ein Schriftsteller und Satiriker aus Günzburg in Schwaben. Der Verein hatte sich zum Ziel gesetzt, die bayerische Kultur und Tradition in Berlin zu pflegen und die Verbindung zwischen den in Berlin lebenden Bayern zu stärken.
In den Anfangsjahren – und das ist auch bis heute im Interesse des Vereins –  bestand die Hauptaufgabe darin, regelmäßige Treffen und Veranstaltungen zu organisieren, um die Bayern in Berlin zusammenzubringen. Dazu gehörten unter anderem Stammtische, Feste, Ausflüge und kulturelle Veranstaltungen. Der Verein hatte schnell einen großen Zulauf und zählte bald über 200 Mitglieder aus ganz Bayern.
Aufschwung und Erster Weltkrieg (1890–1918)
In den 1890er Jahren erlebte der Verein einen großen Aufschwung. In dieser Zeit wurden die Vereinsaktivitäten weiter ausgebaut und es kam zur Gründung einer eigenen Trachten- und Schuhplattlergruppe. Der Verein genoss auch die Unterstützung der bayerischen Regierung, die ihn als wichtiges Bindeglied zwischen Bayern und Berlin betrachtete.
Der Erste Weltkrieg bedeutete für den Verein eine schwierige Zeit. Viele Mitglieder waren im Krieg und der Verein musste seine Aktivitäten stark einschränken. Dennoch gelang es ihm, die Verbindung zwischen den bayrischen Mitgliedern aufrechtzuerhalten.
Zwischenkriegszeit (1918–1933)

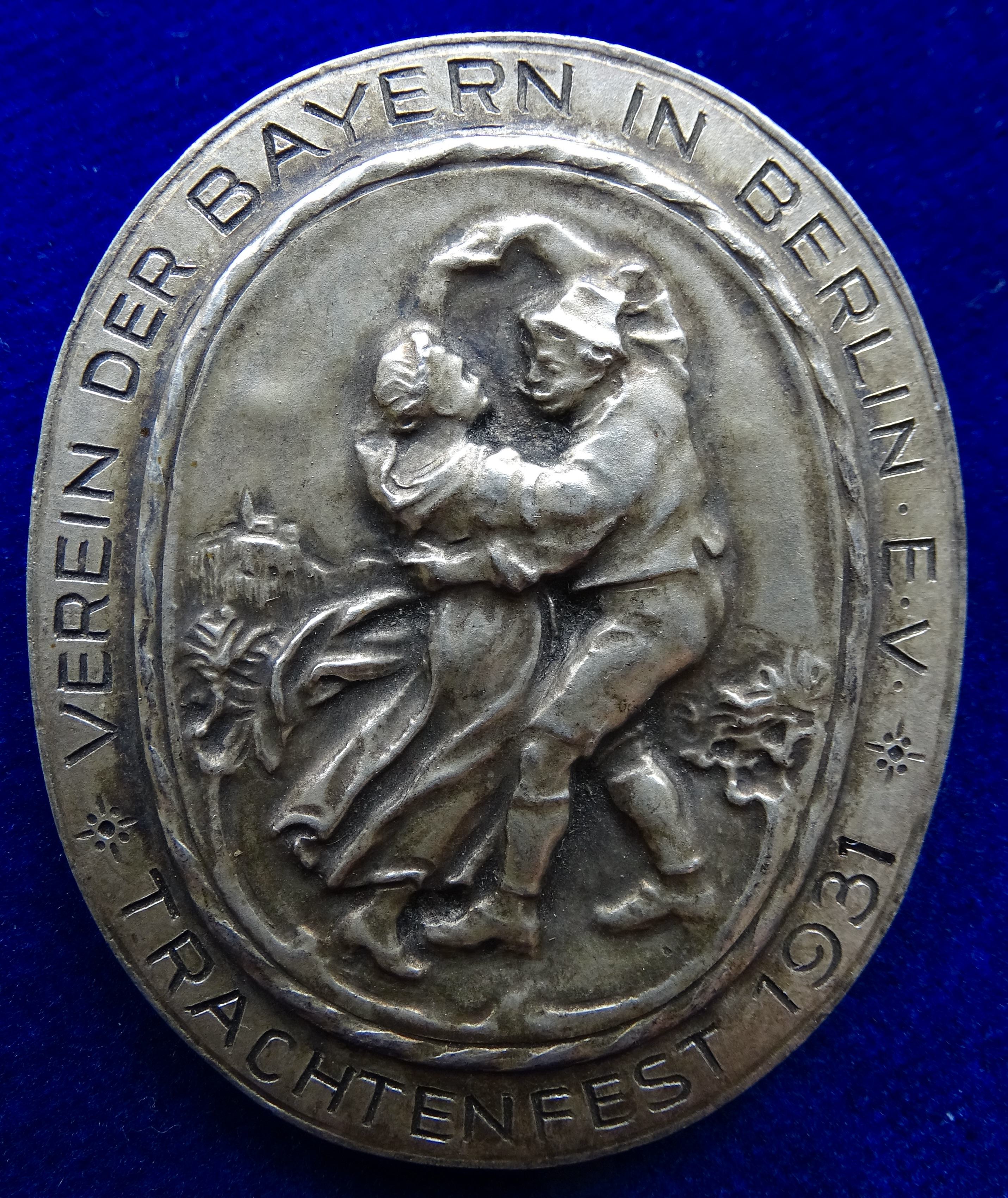
Berlin 1931 Ansteckmedaille zum Trachtenfest

Nach dem Ersten Weltkrieg erlebte der Verein eine neue Blütezeit. Er zählte nun über 300 Mitglieder und seine Aktivitäten waren wieder sehr lebendig. In dieser Zeit wurde auch der Vereinszweck erweitert. Neben der Pflege der bayerischen Kultur und Tradition engagierte sich der Verein auch in der sozialen Wohlfahrt.
Zeit des Nationalsozialismus (1933–1945)
In der Zeit des Nationalsozialismus wurde der Verein unter die Kontrolle der nationalsozialistischen Regierung gestellt. Er musste seine Satzungen ändern und seinen Namen in „Bayerischer Verein in Berlin“ umbenennen. Die Vereinsaktivitäten wurden stark eingeschränkt und der Verein verlor viele Mitglieder.
Zweiter Weltkrieg und Nachkriegszeit (1939–1950)
Der Zweite Weltkrieg bedeutete für den Verein eine neue schwere Zeit. Viele Mitglieder fielen im Krieg oder wurden vertrieben. Der Verein verlor sein Vereinsheim und musste seine Aktivitäten einstellen.
Nach dem Zweiten Weltkrieg wurde der Verein im Jahr 1948 wiedergegründet. Er konnte seine Aktivitäten wieder aufnehmen und die Verbindung zwischen den Mitgliedern wiederherstellen.
Heutige Zeit (1950–heute)
Der Verein der Bayern in Berlin ist heute der älteste aktive Trachtenverein im Deutschen Trachtenverband. Er hat über 94 Mitglieder und ist ein fester Bestandteil des kulturellen Lebens in Berlin. Der Verein pflegt die bayerische Kultur und Tradition in Berlin und engagiert sich auch in der sozialen Wohlfahrt.
Seit 1983 durften auch Nicht-Bayern in den Verein eintreten, die gerade in den letzten Jahren reichlich zuströmten, so dass heute, 2024, eher Berliner, die gerne nach Bayern in den Urlaub fahren oder bayrische Trachten tragen, die überwiegende Mehrheit an Mitgliedern im Verein bilden und den Verein auch maßgeblich inhaltlich prägen.
Eine kleine Gruppe verbliebener gebürtiger Bayern versucht heute „echte Bayern“ wieder u. a. durch Mundart-Abende in bayrischer Sprache für den Verein zu interessieren und wieder mehr Authentizität im Sinne der Gründerväter und der Satzung des Vereins einzubringen.
Weitere wichtige Ereignisse in der Vereinsgeschichte
- 1888: Übergabe der Vereinsfahne
- 1899: Einführung von Gastkarten für Nichtbayern
- 1901: Eintragung ins Vereinsregister
- 1910: Verleihung einer eigenen Standarte an die Schuhplattlergruppe
- 1920: Gründung eines Zweigvereins in München
- 1924: Erwerb eines Grundstücks im Tempelhofer Feld
- 1936: Erwerb eines Grundstücks in Lichterfelde
- 1949: Wiedereröffnung des Vereins
- 1951: Feier des 75-jährigen Gründungsfestes
- 1976: Feier des 100-jährigen Gründungsfestes
- 2006: 130 Jahre Verein der Bayern in Berlin[17]
- 2016: Verleihung der Trachtentafel in Brillant
- 2021: 145 Jahre Verein der Bayern in Berlin[18]

## Die Vereinsaktivitäten
Der Verein der Bayern in Berlin bietet seinen Mitgliedern ein vielfältiges Programm an Aktivitäten. Dazu gehören unter anderem:
- Stammtische
- Feste
- Ausflüge
- Kulturelle Veranstaltungen
- Trachtenfeste
- Schuhplattlergruppen[19][20]
- Musikgruppen
- Soziales Engagement
- Mundart

Der Verein ist offen für alle bayerischen Landsleute, unabhängig von ihrer politischen, religiösen oder gesellschaftlichen Stellung.

## Berühmte Mitglieder und Ehrenmitglieder
- Franz Sperr, Widerstandskämpfer (Kreisauer Kreis)
- Ernst von Mendelssohn-Bartholdy
- Maximilian Schmidt, Bayrischer Heimatschriftsteller[22]
- Mathias Vordermayer, Bildhauer[23]
- Otmar Liegl[24][25]

## Publikationen
- Paul Bauer: Vierzig Jahre Verein der Bayern in Berlin, e. V. 1876-1916
- J. Bargou, 1922: Mitteilungen aus dem Verein der Bayern in Berlin
- Gustav Rothgangel, Verein der Bayern in Berlin, E. V. 1876 - 1926